# Schimanski felügyelő – Fogat fogért
A Schimanski felügyelő vagy Fogat fogért (eredeti címén: Zahn um Zahn) 1985-ben bemutatott NSZK krimi, Hajo Gies rendezésében, Götz George, Eberhard Feik és Renan Demirkan főszereplésével. A Tetthely című sorozat első olyan filmje, amelyet kimondottan mozi-forgalmazásra szántak. A duisburgi Horst Schimanski és Christian Thanner felügyelők a 12. ügyüket vizsgálják ebben a filmben. A film jeleneteit Duisburgban és Marseilleben forgatták.
Az NSZK-ban 1985. október 10-én került a mozikba, később 1987. december 27-én a WDR csatorna is műsorra tűzte, mint a Tetthely 200. részét.
Magyarországon a film első premier előtti vetítése 1987. augusztus 3-án volt a gombai Autós kertmoziban, majd 1987. október 22-től kezdték országszerte vetíteni a mozikban. Új szinkronnal a TV-1 csatorna sugározta 1992. február 7-én.

## Cselekmény
Egy Grassmann nevű dúsgazdag vállalkozó által lebontott lakótelep heves zavargásokhoz vezet Duisburgban. Grassmann egyik alkalmazottját, Alf Krügert és családját agyonlőve találják az egyik lakásban. A rendőrség kezdetben családi drámát feltételez kiterjedt öngyilkossággal. Az viszont feltűnő, hogy Krüger legkisebb lánya azért maradt életben, mert a lány a nappali asztala alá bújt.
Tíz nappal halála előtt Krügert figyelmeztetés nélkül elbocsátották Grassmann könyvelői tisztségéből. Horst Schimanski főfelügyelő, aki még iskolás korából ismerte a halottat, magától elmegy Grassmannhoz, aki azt állítja, hogy Krüger 80 000 márkát sikkasztott el, amit Schimanski nem hisz el iskolatársáról. Vita tör ki, amelynek során Schimanski erőszakossá válik, és dühösen távozik a házból. Ezután felfüggesztik a szolgálatból.
Ugyanakkor Ulli újságíró, aki Schimanski számára nem ismeretlen, ugyanezen az ügyön dolgozik. Behatol Krüger lakásába, hogy az öngyilkosság nyomait keresse. Amikor úgy gondolja, hogy megtalálta, amit keres, és el akar vinni néhány aktát a lakásból, találkozik Schimanskival. Megkéri, hogy maradjon ki az ügyből. Később kiderül, hogy Ulli szinte mindig egy lépéssel gyorsabb nála. Schimanski hozzáfér Krüger aktáihoz is, amelyekben egy marseille-i Delattre cég jelenik meg.
Schimanski egyedül utazik Marseille-be, hogy találkozzon egy Kremer nevű kapcsolattartóval, aki állítólag információkat ad neki a Grassmann és a Delattre gyárak közötti állítólagos együttműködésről. A repülőtéren közvetlen kollégája, Thanner megpróbálja visszatartani, de Schimanskinak sikerül túljárnia az eszén. Mielőtt Schimanski megkapja az információkat Marseille-ben, megtalálja a kapcsolattartót, akit meggyilkoltak a szállodai szobájában. Közvetlenül ezután megérkeznek a francia rendőrök, akik a felfüggesztett Schimanskit tartják a fő gyanúsítottnak. Kezdetben újra elengedik, de nem hagyja el Marseille-t, ami jelentősen befolyásolja a nyomozást. Nem sokkal később találkozik Ullival, aki szintén Marseille-ben folytatja kutatásait. Együtt autóznak a Delatt-művekhez, és elrabolják az igazgatót. Megtudják, hogy a vezetőt meglátogatta Alf Krüger. A beszélgetés során megtudják Frederic Delattre egyik címét. Schimanski személyesen szeretné megismerni. Ulli azonban egyedül megy, és maga mögött hagyja Schimanskit, aki gyalog követi. A „Villa Delattre” kapujában Schimanski találkozik Pierre Hacker ingatlanmenedzserrel, akivel már a Marseille-be tartó gépen találkozott. Schimanskit éppen üdvözölni készül őt, amikor egy férfi hátulról leüti őt.
Schimanski és Ulli egy égő istállóban térnek magukhoz, de Schimanskinak még időben sikerül megmentenie magát és Ullit. Ulli hálás, hogy Schimanski megmentette az életét, és mindketten egymásba szeretnek. Azonban négy francia üldözi őket, akik Schimanskit követik. Miközben egy bárban ülnek, vita tör ki. Ulli megszökhet, de Schimanskinak meg kell küzdenie a négy franciával, ahol egyikük meghal. Schimanski menekülni próbál, de ismét elkapják a rendőrök.
A rendőrségen megtudja, hogy a halott férfi felkarján talált csikóhal formájú tetoválás egy bűnöző életmódot folytató befolyásos volt külföldi légiós csoport jelvénye, amelynek főnöke maga Delattre. Gondatlan beavatkozásával Schimanski tönkretette a többéves titkos nyomozási munkát ezen a csoporton belül. A dühös rendőrök ismét elengedik, de utasítják, hogy még aznap hagyja el Marseille-t. Ulli a rendőrség épülete előtt várja, és együtt hajtanak vissza a "Villa Delattre"-ba. Bejuthatnak a villába, ahol fényképeket és szerződéseket találnak. Egy fotó sokkolja Schimanskit: Frederic Delattre csak hátulról látszik egyenruhában, vele szemben viszont Wilhelm Krüger, a halott Alf Krüger apja. Ulli viszont ellop egy szerződést, amelyben dokumentálják, hogy a Grassmann-műveket már rég eladták a Delattre-nek, és a duisburgi üzemet be kell zárni. Mindketten megtudják, hogy Alf Krüger pontosan ezt tudta meg, és meg kellett halnia, mert azzal fenyegetőzött, hogy nyilvánosságra hozza.
Mikor el akarják hagyni a villát, meglepi őket Pierre Hacker, aki puskával megtámadja őket. Sikerül felülkerekedniük rajta, és bérautójuk csomagtartójában Duisburgba szállítani. Wilhelm Krügerrel és az általa hátrahagyott lánnyal való összehasonlítás egyértelművé teszi: Hacker Alf Krüger és családja gyilkosa. Mivel Hackernek is csikóhal-tetoválás van a felkarján, egyértelmű, hogy ügyfele Delattre volt. Amikor Schimanski és Hacker elhagyják a házat, és átsétálnak a sötét, kihalt utcán, Hackert egy jól irányzott fejlövést kap. Mielőtt Schimanski felfoghatta volna, mi történt, egy rendőrautó áll meg. A rendőrök le akarják tartóztatni. Azonban újra meg tud szökni, és észrevétlenül tölti az éjszakát régi barátja, Manni festékboltjában.
Másnap reggel Schimanski elmegy a helyi kocsmájába, ahol találkozik Wilhelm Krügerrel, aki megerősíti, hogy ő és Hacker ugyanabban az egységben szolgáltak az Idegenlégióban. Krüger azonban nem hajlandó azonosítani Delattre-t a francia villáról készült fényképen. Világossá válik, hogy Krüger előző este lelőtte Hackert, most pedig Delattre-t veszi célba, hogy jóvá tegye fia meggyilkolását. Schimanskinak el kell mennie anélkül, hogy bármit elért volna, és további információ nélkül, de aztán újra találkozik Ullival, aki elmondja neki, hogy interjúra van időpontja Delattre-ral – Grassmann házában. Schimanskinak gyanúja támad, és sürgősen figyelmezteti őt, hogy ne menjen Grassmann második ingatlanába. Kérésével ellentétben ezt teszi – Schimanski követi. Ulli kopogtat az ajtón. Amikor azonban többszöri kopogtatás után senki sem válaszol, kinyitja az ajtót, és robbanást indít el. A pillanattal később a helyszínre érkező Schimanski azonnal odarohan hozzá, de Ulli a karjaiban hal bele, súlyos sérüléseibe.
Schimanski most kétségbeesetten rohan át a ház romjai között, és körülnéz. Megtalálja a fotót a Villa Delattre-ból, ami más szemszögből készült. Az idősebb Krügerrel szemben lévő egyenruhás férfi maga Grassmann. Schimanski tele van gyűlölettel, és úgy dönt, hogy elmegy Grassmann otthonába, és befejezi a munkát. Megzavar egy ünneplést, és szembeszáll az elegánsan öltözött Grassmannal, vérfoltos kabátjában. Amikor bevallja, hogy ő Delattre, ő rendelte meg Alf Krüger és családja meggyilkolását, és ő ölte meg Ullit is, Schimanski előrántja a fegyverét, és Grassmann fejére szegezi. A következő pillanatban eldördül egy lövés, és Grassmann fejsérüléssel összeesik. De nem Schimanski lőtt, hanem az idősebb Krüger. Végső bizonyítékként, hogy nem tévedett, Schimanski felszakítja a haldokló Grassmann ingét, ahol megtalálja a karján Delattre egységének jelvényét, a csikóhalat.
Az utolsó jelenetben Schimanski és Wilhelm Krüger a Rajna partján állnak, és Krüger régi karabélyáról beszélnek, és arról, hogy a Rajna már nem enged el semmit. Ez egyértelművé teszi, hogy Schimanski hallgat Krüger tetteiről.

## Szereplők
| Szereplő                      | Színész               | Magyar hang                                            | Magyar hang                                  |
| Szereplő                      | Színész               | 1. magyar szinkron: Schimanski felügyelő (MOKÉP, 1987) | 2. magyar szinkron: Fogat fogért (MTV, 1992) |
| ----------------------------- | --------------------- | ------------------------------------------------------ | -------------------------------------------- |
| Horst Schimanski főfelügyelő  | Götz George           | ?                                                      | Oszter Sándor                                |
| Christian Thanner főfelügyelő | Eberhard Feik         | ?                                                      | Juhász Jácint                                |
| Ulli                          | Reman Demirkan        | ?                                                      | Spilák Klára                                 |
| Grassmann/Delattre            | Charles Breuer        | ?                                                      | Izsóf Vilmos                                 |
| Pierre Hacker                 | Rufus                 | ?                                                      | Melis Gábor                                  |
| Wilhelm Krüger                | Herbert Steinmetz     | ?                                                      | Somogyvári Pál                               |
| Bonano felügyelő              | Louis-Marie Taillefer | ?                                                      | Varga T. József                              |
| Jean-Pierre                   | Julien Maruel         | ?                                                      | ?                                            |
| Corti                         | David Gabison         | ?                                                      | ?                                            |
| Wilkens                       | Martin Lüttge         | ?                                                      | Buss Gyula                                   |
| Karl Koenigsberg főtanácsos   | Ulrich Matschoss      | ?                                                      | Makay Sándor                                 |
| Manni                         | Erich Bar             | ?                                                      | ?                                            |
| Jules                         | Claude Cardiles       | ?                                                      | ?                                            |
| Kocsmáros                     | Bilâl İnci            | ?                                                      | ?                                            |
| Stewardess                    | Brigitte Janner       | ?                                                      | ?                                            |

## Megjelenés, kópiák
A filmet később le kellett rövidíteni, mert burkolt reklámok voltak benne; több jelenetben is feltűnően elhelyezték a Paroli márkától származó köhögéscseppeket, amelyeket Götz George akkoriban is reklámozott oly módon, hogy szorosan az általa alakított Schimanski karakterére épült. A feltűnő termékelhelyezés azonban a Marlboro cigarettamárkával, amit Ulli szív, és kültéri reklám formájában egyértelműen sok jelenetben megjelenik, a helyén maradt. A vágott verziót sugározta 1987-ben a WDR, és mivel ez náluk a sorozat részeként ment, éppen ezért az szokásos "Tetthely"-főcímmel indult, míg a moziváltozatból ez természetesen kimaradt, és a feliratok is egészen eltérőek a két változat között. A végén meg a "Tetthely"-filmek szokásos kék hátterű, négyfelé osztott végfőcímével zárul, míg a moziváltozat végfőcíme az utolsó jelenet kimerevítve, miközben futnak rajta a feliratok. A moziváltozat 16:9 képarányú, míg a televíziós változat 4:3 képarányú.
A kivágott jelenetek:
- kb. 0:32:37- től: (a Marseille-be tartó repülőgépen) Paroli torokcukorka
- kb. 1:09:50-től: (hazafelé Duisburgba) Marlboro cigaretta doboz az autó szélvédője mögött. Majd mindketten szívják.
- kb. 1:20:54-től: Sinco cola, dobozos (amiből Schimmi látványosan iszik)
- kb. 1:21:51-től: Marlboro óriásplakát
- kb. 0:24:19-től rejtélyes okból ki van még vágva, az a jelenet, amikor felborul a polc Ulli lakásán, holott ez a rész semmilyen reklámot, vagy semmilyen káros szöveget/tárgyat nem tartalmaz.

Magyarországon a mozik is, meg a TV is az eredeti moziváltozatot adta, viszont az MTV 4:3 képarányban sugározta.

## Érdekességek
- Ez volt gaz első olyan film, amelyben Schimanski elhagyja a nyomozás során Duisburgot.
- Grassman/Delattre szerepét Charles Breuer játssza, aki 1 évvel a film után a Tetthelyben Peter Brockmöller, hamburgi főfelügyelő szerepét kapta meg, amit aztán 15 éven keresztül játszott. (Amikor a WDR 1987 júliusában bemutatta ezt a filmet, akkor előtte már négy Brockmölleres epizódot is láthatott a közönség).
- A filmben szerepet kapott még Martin Lüttge, aki 1992-től Götz George helyét vette át a Tetthelyben, mint Brend Flemming, düsseldorfi főfelügyelő.

## Egyéb
Két évvel a film 1985-ös mozipremierje után, 1987-ben került bemutatásra a Schimanski kelepcében (Zabou) című film, ami ehhez hasonlóan a másik olyan Schimanki-s Tetthely-film, amelyet kimondottan mozi-forgalmazásra szántak. A két mozi között Schimanskinak és Thannernak még 4 filmjük volt a Tetthelyben, ezek azonban mind kizárólag televíziós forgalmazásra készültek.

## Fordítás
- Ez a szócikk részben vagy egészben  a   Zahn um Zahn (1985) című német Wikipédia-szócikk fordításán alapul.  Az eredeti cikk szerkesztőit annak laptörténete sorolja fel. Ez a jelzés csupán a megfogalmazás eredetét és a szerzői jogokat jelzi, nem szolgál a cikkben szereplő információk forrásmegjelöléseként.